# Експлорер С-1
«Експло́рер С-1» (англ. Explorer S-1 — дослідник), інші назви Explorer 7X, NASA S-1 — американський науковий космічний апарат типу С-1, невдало запущений за програмою «Експлорер». Апарат мав вимірювати сонячне випромінювання в рентгенівській і водневій лініях спектра, досліджувати енергетичні частинки і важкі первісні промені. Додатково апарат мав вивчати пробивну здатність мікрометеоритів, розпилення молекул і тепловий баланс Землі.

## Опис
Апарат складався з двох зрізаних конусів зі скловолокна, приєднаних до центральної циліндричної алюмінієвої секції. Найбільший діаметр був 75 см, висота усього апарата 75 см. Дві перехрещені дипольні антени для телеметрії з потужністю 1 Вт і робочою частотою 20 МГц розташовувались всередині центральної секції та частково стирчали назовні. На нижній частині апарата була змонтована антена з робочою частотою 108 МГц, що використовувалась для роботи радіомаяка, На поверхні центральної секції розташовувались п'ять болометрів для вимірювання випромінювання сонячної енергії і три детектори мікрометеоритів з сульфіду кадмію. В основі верхнього конуса розташовувались циліндрична іонна камера з віконцем зі фториду літію і циліндрична камера рентгенівського випромінювання з берилієвим віконцем. Біля вершини верхнього конуса розташовувався лічильник Гейгера. У центральній частині верхнього конуса розташовувалась іонізаційна камера для реєстрації первісних космічних променів.
Живлення мали забезпечувати приблизно 3000 сонячних елементів, прикріплених до верхнього і нижнього конусів. Додатковим джерелом живлення були 15 нікель-кадмієвих акумуляторів, розташованих вздовж внутрішньої поверхні циліндричної секції, вони також мали допомагати підтримувати необхідну швидкість обертання, оскільки стабілізація мала здійснюватись обертанням апарата навколо поздовжньої осі.

## Запуск
15 липня 1959 року о 17:37:03 UTC ракетою-носієм «Джуно-2» з космодрому «Мис Канаверал» відбувся запуск апарата серії «Експлорер». Після запуску несправність електричної системи відключила систему управління, тому відповідальний за безпеку польоту видав команду на самознищення ракети після 5,5 с польоту.